# Yitzhak Artzi
Yitzhak Artzi (în ebraică (יצחק ארצי (הרציג, n. 14 noiembrie 1920, Siret, România – d. 18 septembrie 2003, Tel Aviv) a fost un lider sionist și politician liberal israelian originar din România, fost deputat în Knesset (Parlamentul israelian).

## Biografie
Yitzhak Artzi s-a născut la data de 14 noiembrie 1920 în orașul Siret din Bucovina (România). În copilărie a învățat limba germană. Eliminat din liceu ca urmare a legilor de segregație rasială din România, și-a continuat studiile încrpând din anul 1940 la Colegiul Evreiesc din București. În timpul celui de-al Doilea Război Mondial a activat în cadrul Mișcării Tineretului Sionist din România, ca membru al conducerii acestei mișcări.
A ajutat la salvarea copiilor evrei din lagărele de deportare din Transnistria. S-a implicat în organizarea imigrării clandestine a evreilor din Europa către Palestina aflată sub mandat britanic (1944-1946).
În anul 1946 a emigrat și el în Israel. În perioada 1947-1950 a fost membru al colectivului agricol „Bambak” (care a creat așezarea Aloney Abba).
Ajuns în Israel a studiat la Facultatea de Drept și Economie din cadrul Universității Tel Aviv, obținând diploma de avocat. În aceeași perioadă, a fost redactor-adjunct al cotidianului „Zmanim” (Timpuri) și președinte al consiliului redacțional al acestuia 1944-1946.
A lucrează o perioadă de timp ca funcționar pentru relații cu publicul și informații în cadrul Administrației Fiscale din Israel („Keren Magen”), apoi, între anii 1966-1969, a fost cooptat ca membru al consiliului de conducere al Agenției Evreiești și șef al Departamentului emigrației tineretului (Aliyat Hanoar).
Intrat în politică în cadrul Partidului Progresist, a fost ales în funcția de secretar general (1959-1961). Nefiind de acord cu fuziunea acestui partid cu Partidul Herut pentru formarea Partidului Gahal (baza viitorului Partid Likud), Artzi împreună cu o parte din foștii membri ai Partidului Progresist (printre care și Yehuda Shaari) au format Partidul Liberal Independent. Yitzhak Artzi a deținut apoi funcțiile de secretar general al Partidului Liberal (1961-1965) și de secretar general al Partidului Liberal Independent (1965-1966).
Intră în administrație orașului Tel Aviv, deținând funcția de primar-adjunct (1974-1979) și apoi de viceprimar (1979-1983).
În perioada 1984-1988 a deținut funcția de deputat în Knesset-ul (Parlamentul) statului Israel, fiind ales pe listele electorale ale Partidului Shinui. În această calitate, a făcut parte din Comisiile parlamentare pentru finanțe, economie, legislație și pentru integrarea imigranților.
Ulterior, este numit ca președinte al Comisiei pentru acordarea titlului de „Hasidei Umot Haolam” („Drepți între popoare”) din regiunea Tel Aviv, neevreilor care au salvat evrei în timpul Holocaustului. A deținut și funcția de președinte al Organizației Mondiale a Evreilor Bucovineni. A publicat lucrarea „Biografia unui sionist” (în limba română, Ed. Hasefer, 1999). De asemenea, a scris articole în cotidianele israeliene „Maariv”, „Haaretz”, „Haboker” și „Tmurot”.
În anul 2000 a fost declarat cetățean de onoare al orașului Siret.
Yitzhak Artzi a decedat la data de 18 septembrie 2003 în Israel. El este tatăl cântărețului israelian Șlomo Arți și al scriitoarei ebraice Nava Semel.